# Svedala IF
Svedala IF är en skånsk fotbollsklubb från Svedala som bildades 1908 av Josef Linderot. Klubben spelade 2016 i division 6.
Klubben sysslade inledningsvis med brottning, gymnastik, friidrott och fotboll men har i modern tid enbart fotboll på sin agenda. 
Klubbens framgångar inom fotboll tog fart 1975 när man avancerade i seriesystemet från division 6 till division 5, där man spelade i sju år innan man avancerade till division 4 efter en kvalmatch mot Hasslarp som man vann med 5-0. 
Klubbens mesta spelare är Bengt "Plättan" Svensson som spelade 587 matcher för klubbens A-lag. Mest framgångsrike spelare från klubben är Carl-Erik "Pigge" Sandberg som i karriärren tog plats i Malmö FF.
2008 firade klubben 100-årsjubileum. 